# Chrysoprasis nigristernis
Chrysoprasis nigristernis är en skalbaggsart som beskrevs av Dmytro Zajciw 1960. Chrysoprasis nigristernis ingår i släktet Chrysoprasis och familjen långhorningar. Inga underarter finns listade i Catalogue of Life.